# All Fired Up (album Johnny Hiland)
All Fired Up è il terzo album in studio di Johnny Hiland, pubblicato nel 2011 per la Shrapnel Records.

## Tracce
1. Barnyard Breakdown
2. All Fired Up
3. Bakersfield Bound
4. Forever Love
5. Minor Adjustment
6. Six String Swing
7. Gone But Not Forgotten
8. The Gloves Are Off
9. Double Stoppin'
10. Bluesberry Jam
11. Breaker, Breaker, 1-9
12. Party Time

## Formazione
- Johnny Hiland - chitarra